# Henry Spalding
Henry Spalding (4 settembre 1838 – 5 luglio 1910) è stato un architetto britannico.
Spalding fu assistente  di William Gilbee Habershon ed Edward Habershon. Dopodiché lavorò con Patrick Auld, Alfred William Stephens Cross e suo figlio, Reginald Henry Spalding.
I suoi edifici includono le terme di Dulwich e le terme di Camberwell.